# ジョージ・エドワード・ロッジ
ジョージ・エドワード・ロッジ（英: George Edward Lodge FZS、1860年12月3日 - 1954年2月5日 ）は、イギリスの博物学者、イラストレータ、版画家である。鳥類を描いた博物画を描いたことで知られている。ロンドン動物学会のフェロー（Fellow of the Zoological Society of London）に選ばれた。

## 略歴
イングランド中部、イースト・リンカンシャーのスクリーベルズビー(Scrivelsby)で生まれた。リンカン大聖堂の聖職者が父親の11人兄弟の5男で、兄に鳥類学者で写真家のレジナルド・バダム・ロッジ（Reginald Badham Lodge: 1853–1937）がいる。
自宅で教育を受け、熟練した剥製制作の技術を習得し、鳥の研究や狩猟のために、ノルウェーやスウェーデン、西インド諸島、アメリカやスコットランドに旅した。
リンカンの美術学校で学び 、ロンドンで活動した後、1920年ころからサリーのキャンバリー(Camberley)に住んだ。
ロッジがイラストを手がけた最初期の博物書は、1880年代後半にアーチボルド・ソーバーン（1860-1935）と共同で挿絵を制作したリルフォード卿トマス・ポウィスの『ノーサンプトンシャーの鳥類』である。ロッジはソーバーンの鳥類のイラストの技量を高く評価した。ソーバーンも、ロッジを評価し、1910年代初頭にニュージーランド政府からニュージーランドの野鳥の図鑑のイラストを描く依頼があった時、ロッジをこの仕事に推薦した。ロッジは1913年にこの仕事を始め、ロンドン自然史博物館などの鳥類コレクションの鳥類の標本を研究し、最終的にニュージーランド政府に90点の図版原画を送った。この図鑑は、著者の病気で完成せず、原画は1948年からニュージーランド国立博物館で保管された。1983年になって、89枚の版画が、C.A.フレミングの解説ともに『ジョージ・エドワード・ロッジ：ニュージーランドの未発表鳥類画集』として出版された。[4]
木版画も制作し、アマチュア鳥類学者のヘンリー・シーボームの著作や狩猟に関する叢書「バドミントン・ライブラリー（Badminton Library）」の挿絵を制作した。
1946年に自作挿絵を添えた著書『自然愛好芸術家の回想録（Memoirs of an Artist Naturalist）』を出版した。
博物学の書籍の出版のための基金の創設や野生生物の保護活動も行った。1954年にキャンバリー(Camberley)で亡くなった。

## 作品

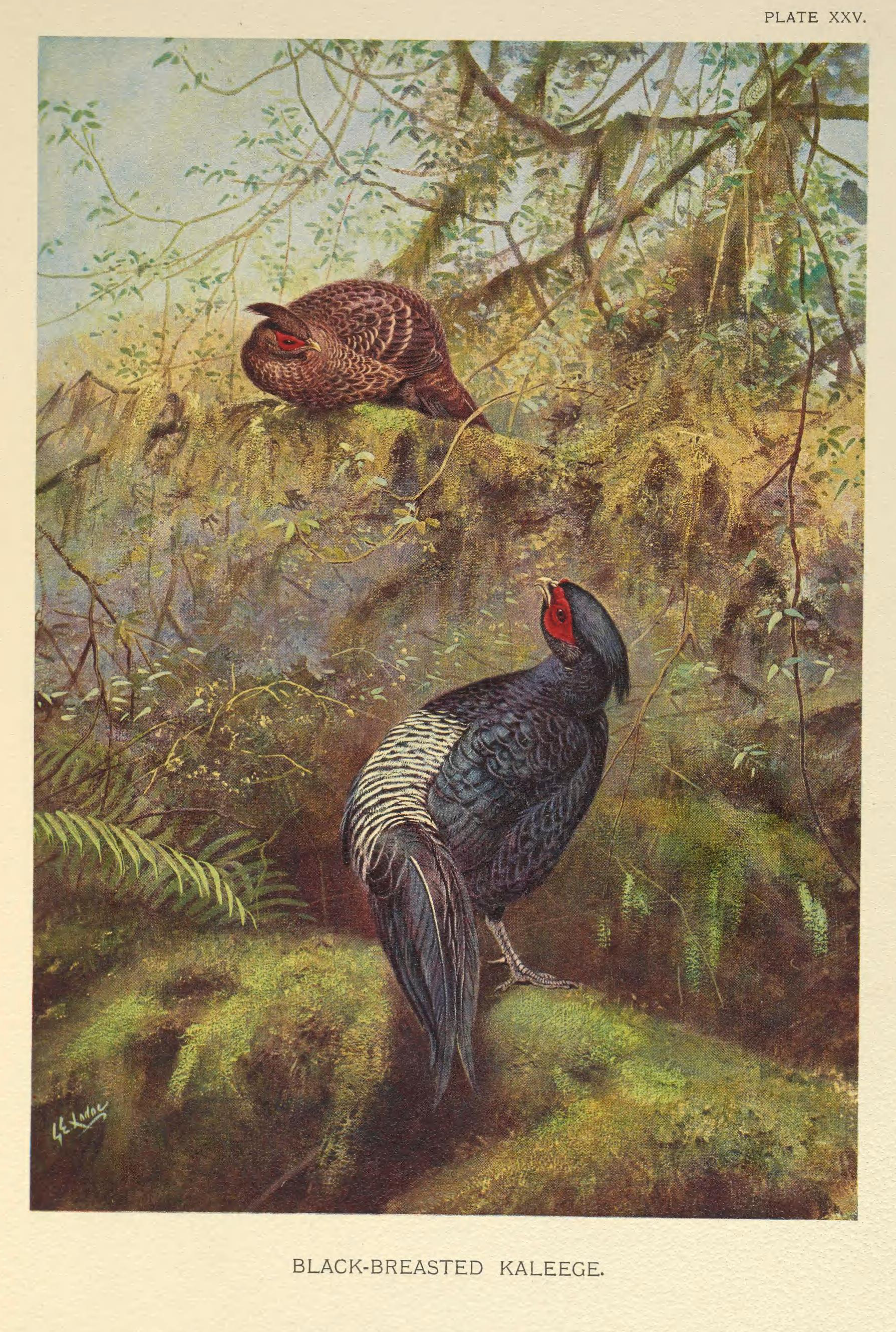
ミヤマハッカン(キジ科)
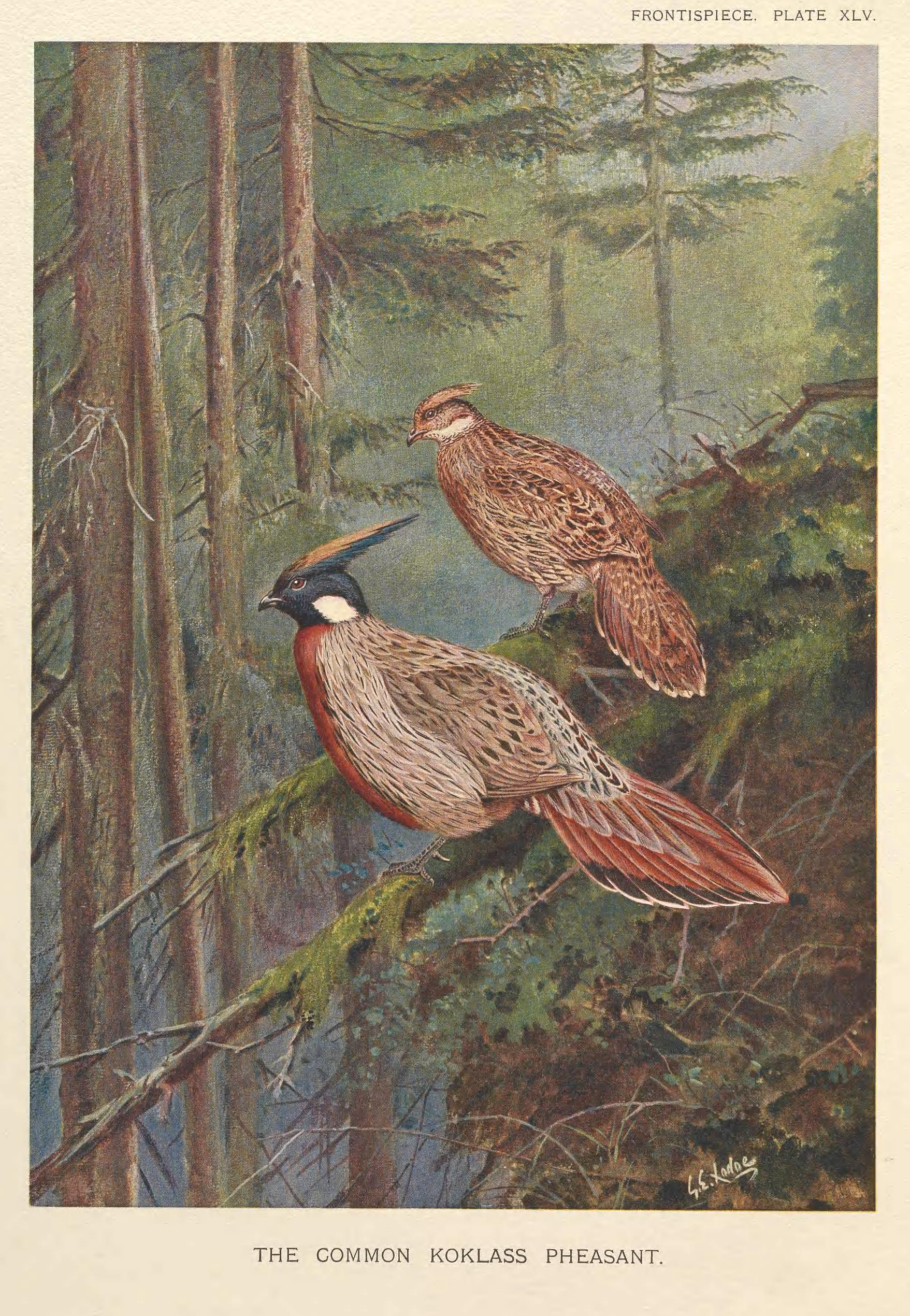
ミノキジ(キジ科)
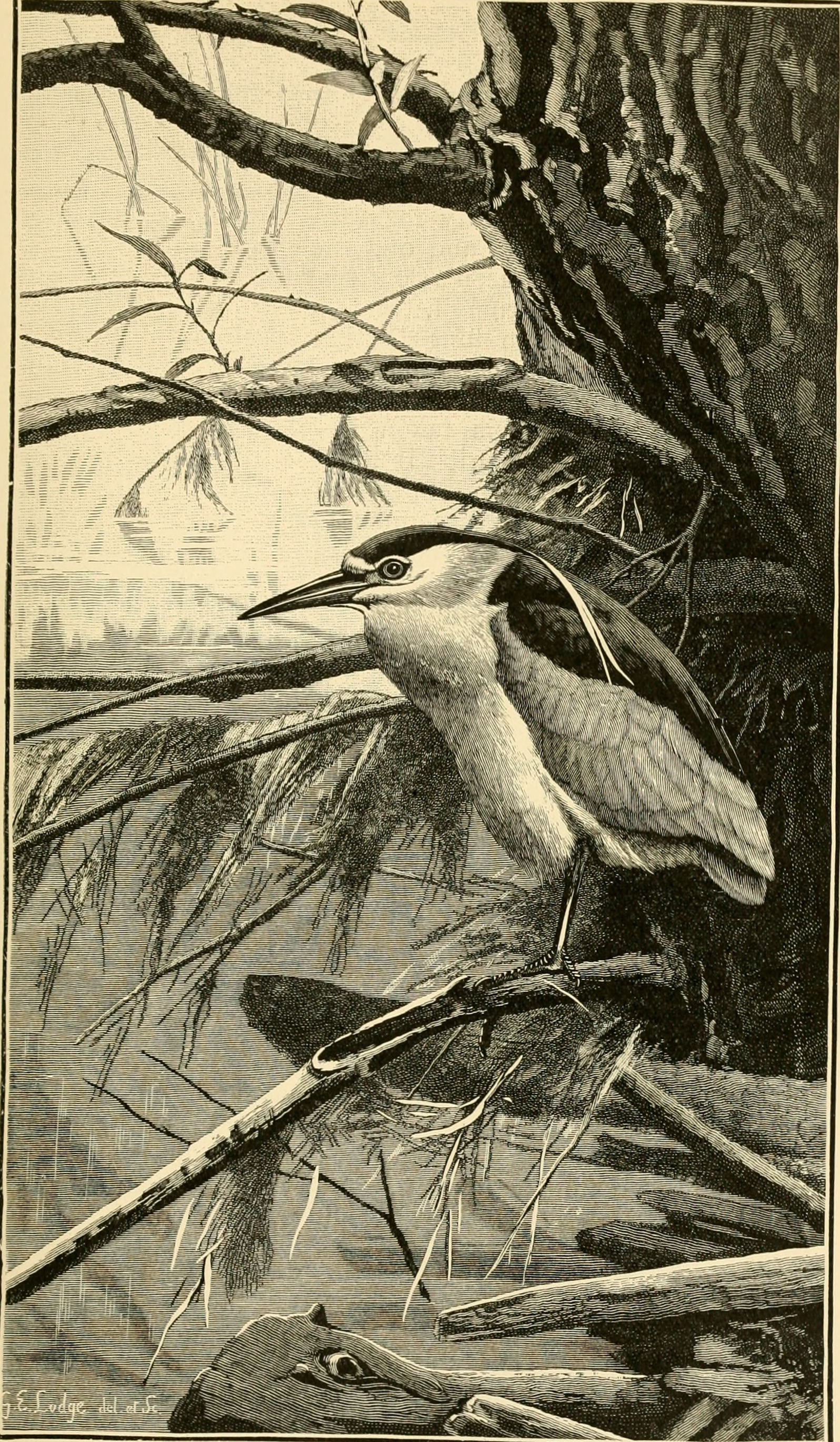
ゴイサギ(サギ科)
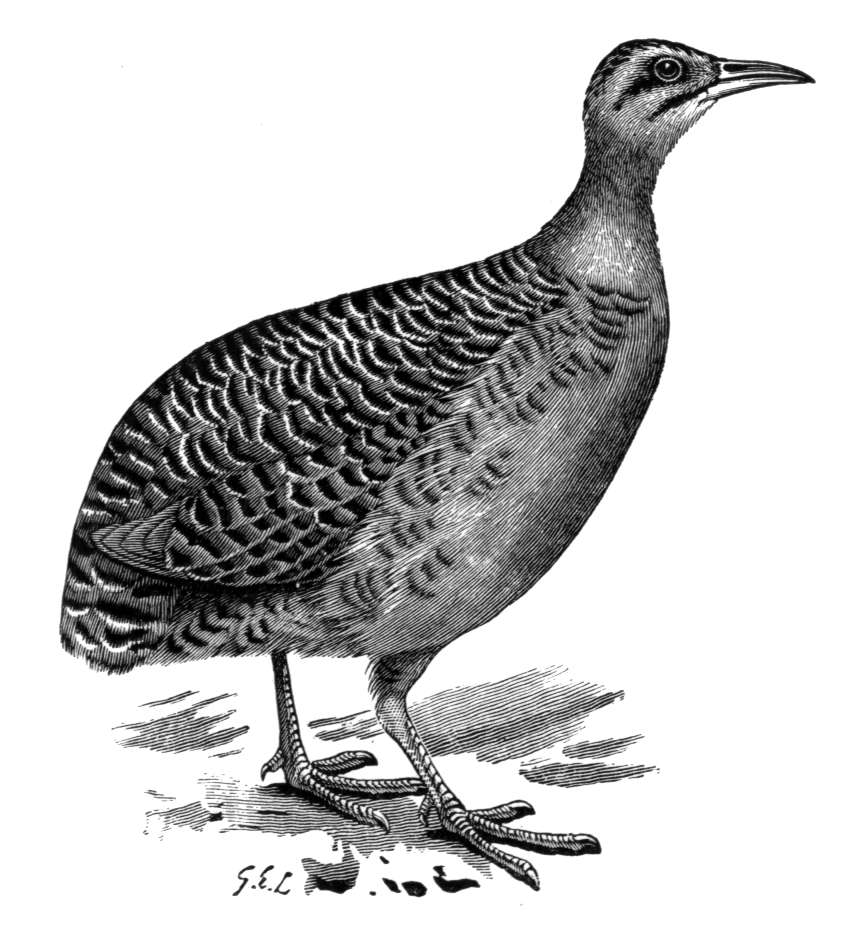
シギダチョウ(シギダチョウ科）